# Жан Антуан де Баїф
Жан Антуан де Баїф (фр. Jean-Antoine de Baïf; 19 лютого 1532, Венеція — 19 вересня 1589, Париж) — французький поет, лютніст, композитор і перекладач XVI століття. Входив до складу поетичного об'єднання «Плеяда».

## Біографія
Жан Антуан де Баїф народився 19 лютого 1532 року у Венеції, де служив на той час французьким посланцем його батько, поет і гуманіст Лазар де Баїф. Юні роки поета описані ним самим у посланні до короля Карла IX, поміщеного на початку збірки його поетичних творів, виданої 1573 року.
Після повернення до Франції (1534) навчався у відомих гуманістів Шарля Етьєна, Анжа Вержеса та Жака Туссена; в 1544 року наставником Баїфа став Жан Дора. Тут він потоваришував з іншим вихованцем професора, П'єром де Ронсаром, який був старший за нього і зумів розпалити у свого друга пристрасть до поезії, познайомивши його з особливостями французького віршування. У свою чергу Баїф допомагав Ронсару у вивченні грецької мови.
У 1547 році втратив батька і продовжив освіту в паризькому колежі Кокре під проводом того ж Дора. Баїфу довелося чимало блукати по Франції та Італії (Пуатьє, Тренто, Маріньяк). Наприкінці 1550-х Баїф завойовує прихильність короля Франції і стає одним із офіційних поетів Валуа. У період другої громадянської війни (1567–1568) володіння Баїфа були захоплені гугенотами.

### Академія поезії та музики
У 1570 році Жан Антуан де Баїф спільно з лютністом Тібо де Курвілем заснував Академію поезії та музики (фр. Académie de poésie et de musique). Король особисто схвалив її статут, незважаючи на протест із боку Університету. Члени Академії збиралися то в будинку поета на Сен-Марсельському передмісті, то в королівському кабінеті (згідно з записами Агріппи д'Обіньє; 1576). Однак, незважаючи на постійну підтримку як з боку Карла IX, так і з боку Генріха III, Академія припинила своє існування у 1584 році.
Жан Антуан де Баїф помер 19 вересня 1589 року в Парижі.

## Творчість

### Поезія
Баїф був одним з найплідніших (після Ронсара) поетів Плеяди. У 1551 році він опублікував свій перший вірш «Гробниця Маргарити Валуа» («Tombeau de Marguerite de Valois»). У 1552 році опублікував міфологічну поему «Викрадення Європи» («Le Ravissement d'Europe», за мотивами твору Мосха) і збірку віршів у дусі петраркізму «Кохання до Меліні» («Amours de Mèline»); в 1555 році опуліковано збірку «Кохання до Франсіни» («Amours de Francine»), де ще виразніше проявилася його поетична індивідуальність. Традиція Петрарки поєднується у Баїфа з впливом римської любовної лірики (Катулл, Проперцій, Тибул, Овідій) та пізньогрецької анакреонтичної поезії.
У 1572 — 1573 роках Баїф випустив зібрання поетичних творів у 4 книгах. Через три роки вийшов друком визначний твір Баїфа — «Міми, Настанови та Прислів'я» (Mimes, Enseignements et Proverbes). Ця книга мала величезний успіх у сучасників і витримала з 1576 по 1619 рік шість видань.

### Інші твори
Крім поетичних творів, його перу належать переклади біблійних псалмів, а також драматургія: комедії «Хвальковитий воїн» («Le Brave», за Плавтом) і «Євнух» (за Теренцієм); трагедія «Антигона» (за Софоклом). Баїф перекладав також Гесіода та інших античних поетів. Музичні твори Баїфа не збереглися.

### Поема «Метеори»
У природничо-науковій поемі «Метеори» (1576) Баїф вслід за «Георгіками» Вергілія та книгою Джованні Понтано «Про метеори» розвиває тему руху небесних тіл відповідно до вчення Аристотеля.

## Приклад поезії
О щедра втіхо спраглих почувань!
Коли п'янка зворушливість розмови
Обидві душі зводить на півслові,
Як ревно горнеться до стану стан.
О ніжності чудні життя й конань!
Моя душа від радости й любови
В тобі спізнавши захвати чудові,
Мене захоплює зненацька в бран.
(Баїф Ж.-А. де. Любощі ХХ. / Переклад В. Ткаченка // Сад божественних поезій: тисячоліття французькомовної любовної лірики. Київ: Просвіта, 2011, с. 40).

## Цікаві факти
У життєрадісній поемі «Подорож у Тур» («Voyage de Tours», 1560) Ронсар розповів про подорож Францією разом з Баїфом. Метою подорожі була зустріч із коханими двох поетів — Франсіною та Маріон.